# Michael E. Fisher
Michael Ellis Fisher (Fyzabad, Trinidad y Tobago, 3 de septiembre de 1931 - 26 de noviembre de 2021) fue un físico, químico y matemático, conocido por sus muchas contribuciones a la física estadística, incluyendo pero sin limitarse a la teoría de cambio de fase y fenómenos críticos.

## Formación académica
Recibió su PhD en física del King's College de Londres en 1957. Fue nombrado profesor de la facultad el año siguiente, y catedrático en 1965. En 1966 se trasladó a la Universidad de Cornell, donde se convirtió en profesor de química, física, matemáticas y, dirigió el Departamento de Química de 1975 a 1978. En 1971, se convirtió en miembro de la Royal Society. En 1973, él y Jack Kiefer fueron los dos primeros profesores de Cornell elegidos como Profesor Horace White. En 1983, fue elegido miembro de la Academia Nacional de Ciencias, sección de química. Desde 1987 ha estado en el Instituto de Ciencia Física y Tecnología en la Universidad de Maryland.
Recibió el premio Wolf 1980 (junto con Kenneth G. Wilson y Leo Kadanoff), el Premio AEC Irving Langmuir en 1971 en Física química, la Medalla Boltzmann de la IUPAP de 1983, el Premio Lars Onsager de la APS en 1995, y el Premio Fundación BBVA Fronteras del Conocimiento en Ciencias Básicas 2009, entre otros honores.